# Nils Haßfurther
Nils Haßfurther (Bamberga, 18 maggio 1999) è un ex cestista tedesco.